# Mídia interna
Mídia interna[A] (português brasileiro) ou Publicidade interior (português europeu) é todo e qualquer tipo de propaganda ou divulgação feita dentro de um qualquer estabelecimento, especialmente em locais de espera forçada como: filas, recepções, elevadores, ônibus entre outros. Atualmente a mídia indoor se estende ao termo chamado ativação indoor, que engloba toda e qualquer ação que coloca a marca em contato direto com o consumidor. São projetos especiais desenvolvidos para atender as necessidades de cada anunciante, que tem por tendência natural o objetivo de se aproximar cada vez mais do seu público-alvo.
Por outro lado, estudos comprovaram que a atenção das pessoas à mídia interna é muito superior se comparada com a atenção dispensada às mídias exteriores, e função principalmente da pouca concorrência, por estarem geralmente em ambientes fechados.[carece de fontes?]
Nos últimos tempos, vem se destacando a utilização de meios eletrônicos para veiculação de campanhas de mídia interior, sobretudo, pela velocidade e dinamismo oferecidos, aliada à redução dos preços de monitores de plasma e de microcomputadores, elementos indispensáveis neste tipo de comunicação.